# مدرسه روزنامه‌نگاری
مدرسهٔ روزنامه‌نگاری یک مدرسه یا گروهِ آموزشی در دانشگاه است که در آن روزنامه‌نگاران به مدت مشخصی برای آموزشِ روزنامه‌نگاری از آموزش‌های این مدارس یا کالج‌ها بهره می‌برند. بسیاری از روزنامه‌نگاران معروف و مورد احترام در گذشته و حال وجود داشته و دارند که هیچ آموزشِ رسمی در روزنامه‌نگاری نداشتند، اما مهارت خود را در کار به‌دست آوردند و اغلب به عنوان کاربران کپی شروع به کار می‌کردند. امروزه این آموزش‌ها شامل مهارت‌های پژوهشی، روش مصاحبه و مختصری مطالعات علمی در نظریهٔ رسانه، مطالعات و اخلاقِ فرهنگی است.
از لحاظ تاریخی، مدرسه روزنامه‌نگاری در انگلستان، اولین بار برای تکمیل یک دوره غیر رسانه‌ای دوره کارشناسی مرتبط، با حداکثر پهنای آموزشی، قبل از طی یک دوره کارشناسی ارشد پیش‌ورود دوره تخصصی استفاده گردید.

## تاریخچه
اولین برنامه برای آموزش روزنامه‌نگاری توسط کنفدراسیون عمومی سابق، رابرت لی، در دوران ریاست جمهوری خود را در دانشگاه لی و واشینگتن، در لکسینگتون، ویرجینیا، در ۱۸۶۰ معرفی شد. هر دو مدرسه روزنامه‌نگاری میزوری در دانشگاه میسوری توسط والتر ویلیامز در سال ۱۹۰۸ تأسیس و اکول سوپریور د روزنامه‌نگاری در پاریس، فرانسه در سال ۱۸۹۹ را به عنوان اولین مدرسه روزنامه‌نگاری در جهان تأسیس نمود. گر چه مدرسه پاریس درهای خود را در سال ۱۸۹۹ پس از سه سال بحث‌های داخلی باز کرد، در میسوری از سال ۱۸۹۵ اتفاق افتاد. از آنجا که پس از آن استاندارد مدرسه روزنامه‌نگاری تبدیل شده‌است در بسیاری از دانشگاه‌های بزرگ مورد بحث قرار گرفت.

## مدارس بالا
تلاش‌های مختلفی در مدارس روزنامه‌نگاری که رتبه شده‌اند وجود دارد، و این سؤال باقیست که بهترین یا بالاترین مدارس روزنامه‌نگاری کدام است که اغلب در اینترنت توسط دانشجویان مطرح شده‌است. تعداد زیادی از نهادهای ادعا می‌کنند که مدارس آنها پیشرو روزنامه‌نگاری، بوده‌است و به ناچار در این مورد که در آن معیارها مناسب‌ترین که با آن به ارزیابی مدارس روزنامه‌نگاری پرداخته‌اند به بحث بنشینند.